# Dave Hill
Dave Hill, rodným jménem David John Hill, (* 4. dubna 1946, Holbeton, Devon, Anglie) je anglický hudebník, nejvíce známý jako kytarista a zpěvák anglické glamrockové skupiny Slade. Svou kariéru zahájil ve skupině The Vendors (později The N' Betweens), v níž působil také bubeník Don Powell. Později spolu s Powellem, Noddym Holderem a Jimem Lea založil kapelu Slade. V roce 1989 založil vlastní skupinu nazvanou Blessings in Disguise. Roku 1992 se rozpadla klasická sestava skupiny Slade, ale Hill s Powellem nadále pokračovali ve vystupování za doprovodu různých hudebníků (Slade II).